# Cidofovir
Cidofovir  ist ein azyklisches Nukleotidanalogon (Monophosphat) von Deoxycytidin-Monophosphat und gehört zur Gruppe der Virustatika. Es hemmt die virale DNA-Polymerase zahlreicher DNA-Viren. Cidofovir wurde unter dem Handelsname Vistide (Hersteller Gilead Sciences) für die intravenöse Behandlung der durch das Cytomegalievirus verursachten Retinitis bei AIDS-Patienten zugelassen. Eine Wirksamkeit bei anderen Viruserkrankungen ist nicht belegt.
Verschiedentlich wurden Cremezubereitungen von Cidofovir versuchsweise zur Bekämpfung von HPV-Infektionen eingesetzt. Allerdings verfügen HP-Viren über keine eigene DNA-Polymerase, aus diesem Grunde ist der exakte Wirkmechanismus von Cidofovir bei HPV-Infektionen derzeit noch unklar. In vitro führte Cidofovir zur Apoptose HPV-positiver Keratinozyten. In verschiedenen Studien mit wenigen Patienten führte die lokale Verabreichung von einprozentiger Creme oder Gel auf Condylomata acuminata zur Reduktion oder zur kompletten Heilung bei über 50 Prozent der behandelten Patienten. Für therapierefraktäre multiple Verrucae vulgares oder Plantarwarzen wurden in Einzelfallberichten und in einer kleinen Studie mit ein- oder dreiprozentiger Cidofovir-Creme Heilungsraten von 90 bis 100 Prozent berichtet. Systemische Nebenwirkungen von Cidofovir wurden hierbei nicht beobachtet, es kam aber häufig zu lokalen Irritationen.
Bei Patienten nach Lungentransplantation konnte Cidofovir zu akutem Nierenversagen führen.
Vistide ist ausdrücklich nicht bestimmt zur intraokularen Injektion oder topischen Anwendung. Hintergrund für eine entsprechende Information waren Meldungen über unerwünschte Ereignisse wie Nephrotoxizität, Neutropenie und toxische Wirkungen am Auge im Zusammenhang mit nicht zugelassenen Formen der Applikation sowie Anwendung in nicht zugelassenen Indikationen.
2014 stellte Gilead Sciences die Vermarktung von Vistide ein.